# 小海村 (香川県)
小海村（おうみそん）は、香川県大川郡にあった村。現在の東かがわ市小海。

## 歴史
- 1890年（明治23年）2月15日 - 町村制施行に伴い、大内郡小海村が成立。
- 1899年（明治32年）4月1日 - 大川郡の所属となる。
- 1955年（昭和30年）4月1日 - 大川郡引田町・相生村と新設合併し、改めて引田町が発足。同日小海村廃止。